# Japan Residency Tour
Die Japan Residency Tour [ʤəˈpæn ˈrɛzɪdənsi tʊə] (englisch: „Japan-Aufenthalt-Tournee“) war eine Konzerttournee des britischen Rockmusikers Eric Clapton. Während der Tournee spielte der Brite eine Konzertserie von nur fünf Auftritten, die ausschließlich in Tokio, Japan stattfanden. Die Tournee begann am 13. April 2016 im Nippon Budōkan und endete am 19. April desselben Jahres ebenda.
Während der Tournee trug Clapton eine Mischung aus Blues-Titeln wie Key to the Highway, Hoochie Coochie Man sowie Nobody Knows You When You’re Down and Out, popularen Hit-Songs wie Circus Left Town, I Shot the Sheriff, Wonderful Tonight oder Cocaine und neuen Stücken aus dem im Mai 2016 veröffentlichten Studioalbum I Still Do vor. Die Bandbesetzung war nahezu identisch mit der der vorherigen Tourneen.
Insgesamt trat der Brite vor mehr als 67.000 Zuschauern auf und nahm mehr als 8,3 Millionen US-Dollar ein.

## Tourneegeschehen
Angekündigt wurde die Tournee am 16. November 2015 einige Monate nach der Veröffentlichung des Kompilationsalbums Forever Man. Der Kartenvorverkauf begann am 5. Dezember 2015 für die allgemeine Öffentlichkeit, nachdem Exklusivangebote für Mitglieder des Veranstalters Udo Artists, Inc. Japan endeten. Präsentiert wurden die Konzerte von gleichermaßen Udo Artists, Inc. Japan und Martin Guitars. Alle Konzerte wurden innerhalb weniger Tage restlos ausverkauft.
Während der zweiten Hälfte des ersten Konzertes am 13. April, lud Clapton den 25-jährigen Popstar Ed Sheeran auf die Bühne und trug gemeinsam mit ihm die Titel I Will Be There, Cypress Grove und Sunshine State. Sheeran nutzte für seinen Gastauftritt eine Eric Clapton Signatur-Gitarre der Firma Martin. Clapton wechselte von seinem Artist-Modell mit dem auch er auftrat zu dem Signatur-Modell von Sheeran mit Titel Cypress Grove. Das Konzert markierte den ersten Auftritt der beiden Briten sowie ebenfalls den ersten Auftritt des Multi-Instrumentalisten Dirk Powell mit Claptons Band. Den Blues-Titel Gin House sang Rhythmusgitarrist Andy Fairweather Low wie auch schon während der Pilgrim World Tour
Die vier darauffolgenden Konzerte im Nippon Budōkan fanden ohne Gastmusiker, jedoch mit der gleichen Setlist und Bandbesetzung statt. Clapton berichtete in seinem Tournee-Programm: „Ich bin zurück, obwohl ich es gar nicht wollte. Ich bin eigentlich offiziell zurück getreten, habe aber bislang noch nicht heraus gefunden, was das eigentlich bedeutet. Also dachte ich mir, dass während ich es raus finde, es schön wäre noch einmal zurück zu kommen und all meine Freunde in Tokio zu besuchen […]“.

## Besetzung
Während der Tournee traten folgende Musiker auf.
| - Eric Clapton – Gitarre, Gesang - Dave Bronze – Bassgitarre - Paul Carrack – Keyboard, Gesang - Andy Fairweather Low – Gitarre, Gesang - Henry Spinetti – Schlagzeug | - Chris Stainton – Keyboard - Dirk Powell – Multi-Instrumentalist - Sharon White – Hintergrundgesang - Michelle John – Hintergrundgesang - Ed Sheeran (Gast) – Gitarre |

## Konzerttermine
| Datum           | Stadt           | Land            | Veranstaltungsort | Besucherzahl            | Einnahmen  |
| Asien           | Asien           | Asien           | Asien             | Asien                   | Asien      |
| --------------- | --------------- | --------------- | ----------------- | ----------------------- | ---------- |
| 13. April 2016  | Tokio           | Japan           | Nippon Budōkan    | 67.050 / 67.050         | $8.381.250 |
| 15. April 2016  | Tokio           | Japan           | Nippon Budōkan    | 67.050 / 67.050         | $8.381.250 |
| 16. April 2016  | Tokio           | Japan           | Nippon Budōkan    | 67.050 / 67.050         | $8.381.250 |
| 18. April 2016  | Tokio           | Japan           | Nippon Budōkan    | 67.050 / 67.050         | $8.381.250 |
| 19. April 2016  | Tokio           | Japan           | Nippon Budōkan    | 67.050 / 67.050         | $8.381.250 |
| Zusammenfassung | Zusammenfassung | Zusammenfassung | Zusammenfassung   | 67.050 / 67.050 (100 %) | $8.381.250 |